# Channa argus
O cabeça-de-cobra (Channa argus) é um peixe do gênero Channa. O formato do seu corpo lhe permite deslocar-se por entre vegetação aquática e espessa. Tem cabeça grande, semelhante à de uma cobra, com os olhos na metade anterior. Consegue sobreviver longos períodos fora da água por ter a capacidade de absorver oxigénio do ar por meio da sua câmara branquial, dotada de um forro elaboradamente pregueado a fim de aumentar sua superfície.
É um peixe nativo da China, Rússia, Coreia do Norte e Coreia do Sul. Nos Estados Unidos é considerado uma espécie invasiva altamente daninha. Em um incidente conhecido, vários foram encontrados em uma lagoa em Crofton, Maryland, em junho de 2002, o que levou à cobertura da grande mídia e a dois filmes. Também houve avistamentos no Central Park, e em Burnaby, BC, Canadá.